# Underwriter (Versicherungswesen)
Ein Underwriter ist ein Mitarbeiter eines Erst- oder Rückversicherers, der Risiken für seine Versicherungsgesellschaft zeichnet, Anträge prüft, Risiken einschätzt und Verträge zum Abschluss bringt. Dieser Vorgang wird Underwriting genannt.

## Hintergrund
Im standardisierten Privatkundengeschäft (Massengeschäft) wird selten von Underwriting gesprochen, gleichwohl findet hier derselbe Vorgang statt. Die Funktion eines Underwriters übernimmt hier der jeweilige Sachbearbeiter oder auch Risikoprüfer der Versicherung, dem der Antrag zur Policierung zugeht.
Insbesondere im Geschäft mit Industrie- bzw. allgemein Großrisiken und in der Rückversicherung kommt dem Underwriting seine eigentliche Bedeutung zu. Es werden, je nach zu versicherndem Risiko, Bereich und Schaden, umfangreiche Gutachten angefertigt und mögliche Schadenszenarien durchgespielt. Die hierfür eingesetzten Underwriter bei Industrie- sowie Rückversicherungsgesellschaften sind in der Regel Spezialisten wie Ingenieure, Geologen, Umweltspezialisten, Juristen und Mathematiker (z. B. Aktuare).
Der im 17. Jahrhundert entstandene Begriff des Underwriters stammt aus England und ist auf Geschäftspraktiken in einem Kaffeehaus zurückzuführen. 1688 führte Edward Lloyd ein bekanntes Kaffeehaus in der Londoner City, in dem regelmäßig Kaufleute, Reeder, Bankiers und Versicherungsmakler zu informellen Geschäftsgesprächen zusammenkamen. Diese Geschäftsleute waren bereit, gegen angemessene Prämien (Beiträge) ihr Privatvermögen für die Übernahme von Schifffahrtsrisiken einzusetzen, z. B. für den Verlust der Ladung (durch Seeräuberei) bis hin zur Zerstörung des Schiffes. Dabei gingen die Reeder von Geschäftsmann zu Geschäftsmann, um eine Deckung für ihr Risiko zu „sammeln“. Die Geschäftsleute beteiligten sich, indem sie einen Prozentsatz angaben und unterschrieben („to underwrite“). So entstand der Begriff des Underwriters. 1769 gründete dann eine Gruppe von Privatiers das New Lloyd’s Coffee House, woraus sich die Firma Lloyd’s of London entwickelt hat.